# Little Darby Island Airport
Little Darby Island Airport är en flygplats i Bahamas. Den ligger i den sydöstra delen av landet, 180 km sydost om huvudstaden Nassau. Little Darby Island Airport ligger 19 meter över havet.
Terrängen runt Little Darby Island Airport är mycket platt. Trakten är glest befolkad. Det finns inga samhällen i närheten. 